# Ziekte van Binswanger
De ziekte van Binswanger of subcorticale leukencefalopathie is een zeldzame vorm van vasculaire dementie. De aandoening ontstaat als door vaatveranderingen (arteriosclerose) de hersenen, en dan met name de witte stof onder de hersenschors (subcorticaal) wordt aangetast, waaruit een encefalopathisch ziektebeeld volgt.

## Geschiedenis
Diffuse wittestofschade anders dan die ontstaat bij "normale" herseninfarcten werd reeds beschreven door Maxime Durand-Fardel, toen hij het in 1854 had over atrophie interstitielle du cerveau. De aandoening is echter vernoemd naar de Zwitserse zenuwarts Otto Ludwig Binswanger (1852-1929), die in 1894 een verband legde tussen arteriosclerose en duidelijke atrofie van de cerebrale witte stof enerzijds en een syndroom van progressieve achteruitgang van de hersenfuncties met depressie en karakterverandering, krachtsvermindering in de benen en een tremor anderzijds. Het was Alois Alzheimer die in 1902 de naam van Binswanger aan het ziektebeeld verbond. Binswanger gaf bij zijn beschrijving geen microscopische bevindingen. Het obductierapport vermeldt enkel granulaire deposities op de dura mater, verwijde ventrikels, meerdere ependymatische verdikkingen en minimale intracraniële atherosclerose. Hierdoor ontstond een jarenlange discussie over de achterliggende pathologie van de aandoening die hij beschreef. Olszewski suggereerde in 1962 op basis van de pathologische bevindingen in combinatie met de wetenschap dat de voorgeschiedenis van de patiënt van Binswanger syfilis vermeldde, dat een en ander wellicht te verklaren was vanuit neurosyfilis. Hij beschreef de subcorticale leukencefalopathie vervolgens formeler dan Binswanger had gedaan. Ten tijde van de opkomst van CT eind jaren 70 en begin jaren 80 werd aanvankelijk gedacht dat de wittestofafwijkingen die werden gezien op CT's van de hersenen de ziekte van Binswanger toonden, waardoor geconcludeerd werd dat de ziekte van Binswanger veel veelvuldiger voorkwam dan in de decennia daarvoor was gedacht. Wittestofafwijkingen werden echter toenemend gevonden bij patiënten die niet voldeden aan het syndroom met dementie, pseudobulbaire parese en gangstoornissen; dit ziektebeeld bleef uiterst zeldzaam. Bovendien is de ziekte van Binswanger nog immer slecht gedefinieerd op zowel pathologisch, klinisch als radiologisch niveau. Dit leidde aan het eind van de jaren 80 en het begin van de jaren 90 tot zoveel kritiek dat voor wittestofafwijkingen op CT- en MRI-scans de term leukoaraiose werd geïntroduceerd.

## Symptomen
De ziekte van Binswanger was oorspronkelijk klinisch beschreven als een progressieve achteruitgang van de hersenfuncties met depressie en persoonlijkheidsveranderingen, krachtsverlies van de benen en tremoren. Dit klassieke beeld is echter zeldzaam; de symptomen zijn afhankelijk van de plaatsen in de hersenen waar infarcering optreedt, waardoor tevens de scheidslijn met leukoaraiose vervaagt. Omdat met name de witte stof is aangedaan, treedt in de loop der jaren een intellectuele en affectieve vervlakking (nivellering) op, die gepaard gaat met neuropsychologische stoornissen in het kader van een subcorticale dementie. Disfunctie van de subcorticale witte stof leidt verder tot frontale loopstoornissen (lijkend op die voorkomend bij de ziekte van Parkinson) en blaasstoornissen. Verder kan de diagnose verder ondersteund worden als in de voorgeschiedenis hypertensie of algemeen vaatlijden voorkomt.

## Behandeling
Behandeling van de ziekte van Binswanger bestaat uit behandeling van symptomen door middel van fysiotherapie, ergotherapie en cognitieve training. Een causale therapie is vooralsnog niet voorhanden; gemeend wordt echter dat als gevolg van adequate behandeling van vasculaire risicofactoren waaronder hypertensie de aandoening in de loop der jaren reeds veel zeldzamer is geworden.